# A Kidnapping
A Kidnapping (deutsch Eine Entführung) ist eine Science-Fiction-Kurzgeschichte des australischen Schriftstellers Greg Egan, zuerst veröffentlicht in der Sammlung Axiomatic im Jahr 1995.

## Handlung
Ein Ehemann wird von Hackern kontaktiert und mit der digitalen Kopie des Gehirns seiner Ehefrau erpresst. Jedoch ist ihr physischer Körper komplett sicher. Ohne genauere Kenntnis, wie real die Kopie wirklich ist und ob diese wirklich weiß, seine Ehefrau zu sein, überlegt der Ehemann trotzdem, der Forderung nachzugeben. Seine Ehefrau stimmt nicht zu und zerreißt ein Selbstporträt, um zu zeigen, dass es ihr nicht weh tut. Obwohl die Technologie zur Verfügung steht und sogar Unsterblichkeit garantiert, hat sie nie in Betracht gezogen, ihr Gehirn zu scannen. Tatsächlich wurde die Geisel sogar nur aus Erinnerungen ihres Ehemannes konstruiert. Dieser hatte sein Gehirn bereits scannen lassen, will jedoch nicht die Ewigkeit ohne seine Ehefrau verbringen und bezahlt daher die Erpresser, wenn diese ihre Simulation anhalten und ihm nach seinem Tod übergeben.

## Kritik
Karen Burnham schreibt in Greg Egan (Masters of Modern Science Fiction): „Genau wie in Closer können wir nie wirklich wissen, wie es ist, jemand anderes zu sein. Wir müssen uns immer auf die Modelle anderer Menschen verlassen, die in unseren Köpfen leben. Wir „kennen“ sie nicht wirklich, aber auf einer gewissen Ebene kennen wir unsere Modelle von ihnen. Und wir sind es gewohnt, mit Menschen aus der Ferne zu kommunizieren: durch Briefe, E-Mails oder Telefonate. Daher ist es leicht, für die Kopie eines Freundes genauso starke Gefühle zu empfinden wie für die reale Person.“ („As in 'Closer', we can never truly know what it is like to be someone else, we must always rely on the models of other people who live in our heads. We don't truly “know” them, but on some level we know our models of them. And we are used to dealing with people at a distance: through letters, e-mails, or phone calls. So it would be easy to feel as strongly about a friend's Copy as you do about the real person.“)